# Närkes och Värmlands län

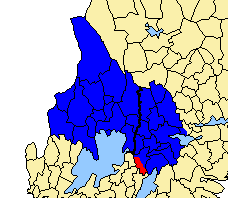
De voormalige provincie, langs de zwarte lijn vond de splitsing plaats

Närkes och Värmlands län is een voormalig Zweedse provincie. De provincie bestond van 1634 tot en met 1779. In 1779 werd de provincie gesplitst en ontstonden Örebro län en Värmlands län. De residentiestad van de gouverneur van de provincie was Örebro.